# Casa do Condado
A Casa do  Condado é um edifício histórico em Vila Pouca de Aguiar, nela estando atualmente instalado o Museu Municipal Padre José Rafael Rodrigues.

## Historial da Quinta e Casa do Condado
A Quinta e Casa do Condado pertenceu aos Ferreira Botelho de Vila Pouca de Aguiar.
Os mais antigos proprietários da quinta do Condado que se conhecem foram Bartolomeu Gonçalves Ferreira e sua mulher Ana Gomes, nascidos no primeiro quartel do século XVII, casal que deve ter mandado erguer a casa e respectiva capela. Sucedeu-lhes a filha Maria Gomes Ferreira, que casou com António Martins de Aguiar, já falecido a 27 de Janeiro de 1681 quando tirou ordens menores em Braga seu filho João Gomes Ferreira, que sucedeu na casa e foi abade de Vila Pouca de Aguiar. A este sucedeu seu sobrinho homónimo, filho de sua irmã Catarina Gomes Ferreira e seu marido Pedro Lourenço, que também aí viveram.

## Museu Municipal Padre José Rafael Rodrigues
O Museu Municipal Padre José Rafael Rodrigues foi inaugurado em 14 de Abril de 2007 com colecção própria. O seu acervo é constituído por materiais arqueológicos, bens de valor etnográfico e valiosas peças ligadas à história do concelho aguiarense.
A inauguração contou com a presença do presidente da Câmara Municipal de Vila Pouca de Aguiar, Domingos Dias e o Governador Civil de Vila Real, António Martinho entre outros convidados.
No primeiro piso, para além de serviços auxiliares como recepção, sanitários ou elevador, o utente pode visitar a sala do Calcolítico /Idade do Bronze onde estão dispostos materiais e objectos pioneiros na implementação da agricultura.
No átrio, pode ser apreciado parte do tesouro do Reguengo e Alvão, como sejam  as moedas emitidas no século III, entre 257 e 275.
Tem disponibilizada informação relativa às freguesias e sítios de interesse concelhio, uma sala aberta à participação da comunidade e em variados eventos culturais. O bar e o espaço interno ao ar livre promovem agradável convívio.
A capela e o seu altar em madeira, podem ser contemplados a partir do coro existente no piso superior onde, para além de outros, existe um auditório e salas de exposição ligadas à Idade Média com materiais ligados ao Castelo de Aguiar, à mineração que explicam os trabalhos do Império Romano à Idade Contemporânea no planalto de Jales, e à ruralidade com utensílios e elementos etnográficos.

### Missão
O Museu tem como missão a valorização e divulgação dos bens culturais do concelho através de um programa expositivo dinâmico, de carácter pedagógico, que permita o envolvimento da comunidade.
Pretende-se ainda que seja um espaço privilegiado de criação e difusão de novas tendências artísticas, através do acolhimento de exposições temporárias e itinerantes.

### Definição
- Museu é uma instalação municipal criada no âmbito da implementação da cooperação transfronteiriça criada pela rede de turismo cultural Galaico-Portuguesa.
- Cabe ao Museu desenvolver o programa e objectivos que concretizam a sua missão e os objectivos da rede que integra.

### Objetivo
- Estudar, inventariar e documentar a colecção que possui
- Divulgar e dinamizar o património concelhio
- Divulgar novas tendências artísticas, através da produção e acolhimento de exposições itinerantes e temporárias
- Promover e desenvolver práticas educativas e sensibilizar os públicos para a herança cultural do concelho
- Criar dinâmicas expositivas que afirmem o equipamento cultural como um espaço vivo
- Fidelizar e formar públicos
- Apoiar iniciativas culturais consentâneas com a missão e objectivos do Museu.